# Ladoga lacustris
Ladoga lacustris är en fjärilsart som beskrevs av Rocci 1930. Ladoga lacustris ingår i släktet Ladoga och familjen praktfjärilar. Inga underarter finns listade i Catalogue of Life.